# Osterby (Rendsburg-Eckernförde)
Pour les articles homonymes, voir Osterby.
Osterby (en danois: Østerby) est une commune allemande de l'arrondissement de Rendsburg-Eckernförde, Land de Schleswig-Holstein.

## Géographie
| Hummelfeld | Fleckeby       |         |
| Hütten     | Osterby        | Windeby |
| Damendorf  | Groß Wittensee |         |

## Histoire
Osterby est mentionné pour la première fois en 1528 sous le nom d'Osterbuj.
Le village est issu d'une colonisation des Jutes du côté oriental d'une forêt entre l'Eider et la Schlei. Vers 1550, les Jutes côtoient les Saxons.
Pendant la première guerre de Schleswig, le village est âprement disputé.